# Aeshna annulata
Aeshna annulata är en trollsländeart som beskrevs av Johan Christian Fabricius 1798. 
Aeshna annulata ingår i släktet mosaiktrollsländor, och familjen mosaiktrollsländor. Inga underarter finns listade i Catalogue of Life.